# Hồng Diễm
Nguyễn Hồng Diễm (sinh ngày 25 tháng 3 năm 1983) là cựu người mẫu, diễn viên, người dẫn chương trình người Việt Nam. Xuất thân ban đầu là người mẫu, cô lấn sân sang lĩnh vực phim truyền hình và nhận được thành công bước đầu trong Cầu vồng tình yêu. Năm 2020, cô giành cú đúp giải thưởng "Nữ diễn viên phim truyền hình xuất sắc" tại Lễ trao giải Cánh diều và "Nữ diễn viên ấn tượng" tại Lễ trao giải Ấn tượng VTV cho vai diễn Khuê trong Hoa hồng trên ngực trái.

## Tiểu sử
—Hồng Diễm
Hồng Diễm sinh năm 1983. Là con út trong gia đình không ai làm nghệ thuật, bố mẹ làm bưu điện và bán hàng, cô bị cuốn hút với những người mẫu trình diễn trên sân khấu từ khi còn nhỏ. Năm 2001, sau khi thi trượt đại học, cô tham gia vào lĩnh vực giải trí với vai trò người mẫu. Được sự giúp đỡ từ Thúy Hằng và Thúy Hạnh, cô trở thành một trong những người mẫu đầu tiên của công ty Elite Việt Nam trong thập niên 2000. Năm 2004, cô đại diện Việt Nam tham dự cuộc thi Hoa hậu Ngọc trai phương Đông và lọt vào danh sách 10 thí sinh xuất sắc nhất. Sau đó, cô trở thành gương mặt người mẫu được yêu thích nhất của Elite Việt Nam. Trong thời gian này, ngoài nghề người mẫu, cô dẫn chương trình cho 1 số chương trình như Sảng khoái với SEA Games 2003, Tôi yêu Việt Nam và Con đường doanh nhân, Phong cách sống. Sau 6 năm làm người mẫu, cô kết thúc sự nghiệp của mình trên sàn diễn vào năm 2007 và chính thức chuyển hướng sang vai trò diễn viên.
Năm 2007, Hồng Diễm có vai diễn đầu tay với vai Nga trong phim Chàng trai đa cảm. Tuy tham gia tuyển vai cho vai chính nhưng sau đó Diễm lại vào vai phụ. Năm 2011, cô đóng chung với Hồng Đăng trong Cầu vồng tình yêu và nhận được sự chú ý. Năm 2017, cô tái hợp Hồng Đăng sau 6 năm vắng bóng trong phim truyền hình Mátxcơva - Mùa thay lá. Cả hai người tiếp tục làm bạn diễn của nhau trong bộ phim Cả một đời ân oán công chiếu 1 năm sau đó, phim Hoa hồng trên ngực trái công chiếu năm 2019 và phim Những ngày không quên công chiếu năm 2020. Năm 2021, cô vào vai Cao Minh Châu trong Hướng dương ngược nắng, tái ngộ Hồng Đăng.

## Đời tư
Hồng Diễm kết hôn năm 25 tuổi với doanh nhân hơn cô 12 tuổi. Cả hai người có một con trai và một con gái.

## Danh sách tác phẩm
| Năm  | Tựa phim                    | Kênh phát sóng | Vai diễn              | Đạo diễn                                  | Nguồn         |
| ---- | --------------------------- | -------------- | --------------------- | ----------------------------------------- | ------------- |
| 2008 | Chàng trai đa cảm           | VTV1           | Nga                   | Trần Trung Dũng                           | [ 19 ]        |
| 2008 | Những người độc thân vui vẻ | VTV3           | Lan Anh               | Trọng Trinh                               | [ 20 ]        |
| 2011 | Cầu vồng tình yêu           | VTV3           | Mộc Miên              | Vũ Hồng Sơn, Trọng Trinh, Bùi Tiến Huy    | [ 21 ]        |
| 2017 | Mátxcơva - Mùa thay lá      | VTV1           | Phương                | Trọng Trinh                               | [ 22 ] [ 23 ] |
| 2017 | Cả một đời ân oán           | VTV3           | Dung                  | Trọng Trinh, Vũ Trường Khoa, Bùi Tiến Huy | [ 24 ]        |
| 2019 | Hoa hồng trên ngực trái     | VTV3           | Nguyễn Hồng Khuê      | Vũ Trường Khoa                            | [ 25 ]        |
| 2020 | Những ngày không quên       | VTV1           | Nguyễn Hồng Khuê      | Nguyễn Danh Dũng, Trịnh Lê Phong          | [ 26 ]        |
| 2020 | Hướng dương ngược nắng      | VTV3           | Cao Minh Châu         | Vũ Trường Khoa                            | [ 27 ] [ 28 ] |
| 2022 | Hành trình công lý          | VTV3           | Trần Anh Phương       | Nguyễn Mai Hiền                           | [ 29 ]        |
| 2024 | Trạm cứu hộ trái tim        | VTV3           | Nguyễn Nguyễn Ngân Hà | Vũ Trường Khoa                            | [ 30 ]        |
| 2025 | Lằn ranh                    | VTV1           | Bùi Hằng Thu          | Nguyễn Mai Hiền                           |               |

## Chương trình truyền hình
- Bữa trưa vui vẻ (khách mời) cùng Hồng Đăng
- Chúng tôi – chiến sĩ (khách mời)
- Cuộc hẹn cuối tuần (khách mời)[20]
- Chuyện đêm muộn (khách mời)
- Gặp gỡ diễn viên truyền hình
- Hoa hậu Thế giới Việt Nam 2022 – Người đẹp Thời trang – Đêm thi 2 (Vedette)

### Quảng cáo
- Omeli - mê li đời ta (2019)

## Giải thưởng và đề cử
| Năm  | Giải thưởng    | Hạng mục                               | Tác phẩm                | Kết quả   | Chú thích |
| ---- | -------------- | -------------------------------------- | ----------------------- | --------- | --------- |
| 2017 | Ấn tượng VTV   | Nữ diễn viên Ấn tượng                  | Mátxcơva - Mùa thay lá  | Đề cử     | [ 31 ]    |
| 2018 | Ấn tượng VTV   | Nữ diễn viên Ấn tượng                  | Cả một đời ân oán       | Đề cử     | [ 32 ]    |
| 2020 | Ấn tượng VTV   | Nữ diễn viên Ấn tượng                  | Hoa hồng trên ngực trái | Đoạt giải | [ 33 ]    |
| 2020 | Cánh Diều Vàng | Nữ diễn viên phim truyền hình xuất sắc | Hoa hồng trên ngực trái | Đoạt giải | [ 34 ]    |
| 2020 | Giải Mai Vàng  | Nữ diễn viên điện ảnh – truyền hình    | Hoa hồng trên ngực trái | Đề cử     | [ 35 ]    |
| 2021 | Ấn tượng VTV   | Nữ diễn viên Ấn tượng                  | Hướng dương ngược nắng  | Đoạt giải | [ 36 ]    |